# Christina von Saß
Christina von Saß (* 16. September 1975 in Mainz) ist eine deutsche Reporterin sowie Radio- und Fernseh-Moderatorin.

## Leben
Christina von Saß ist in Mainz aufgewachsen. Nachdem sie in Berlin und Sevilla die Fächer Geschichts- und Politikwissenschaften studiert hatte, begann sie 2003 ihr Volontariat beim NDR mit den Stationen Hamburg, Hannover, Heide und Schwerin, welches sie 2005 beendete. Seit 2005 arbeitet sie beim NDR, zuerst als landespolitische Reporterin und von 2009 bis 2012 als Redakteurin in Hamburg. Sie baute von 2013 bis 2015 die Rechercheredaktion des Landesfunkhauses Niedersachsen auf und übernahm 2017 die Moderation der niedersächsischen Nachrichtensendung Niedersachsen 18:00. Seit dem 6. April 2020 moderiert sie das NDR Regionalmagazin Hallo Niedersachsen um 19:30 Uhr.
Zum Abschluss ihrer Moderation von „Hallo Niedersachsen“ am 4. Februar 2024 machte sie ihre Krebserkrankung öffentlich.
Außerdem moderiert sie regelmäßig die Nachmittagssendung "Funkbilder" beim Radiosender NDR 1 Niedersachsen. 
Am 23.07.25 moderierte sie erstmals vertretungsweise die NDR Hauptnachrichten NDR Info.